# Italiensk klocka
Italiensk klocka (Campanula garganica) är en klockväxtart som beskrevs av Michele Tenore. Enligt Catalogue of Life ingår Italiensk klocka i släktet blåklockor och familjen klockväxter, men enligt Dyntaxa är tillhörigheten istället släktet blåklockor och familjen klockväxter. Arten förekommer tillfälligt i Sverige, men reproducerar sig inte.

## Underarter
Arten delas in i följande underarter:
- C. g. acarnanica
- C. g. cephallenica
- C. g. garganica